# Tarmo Kunnas

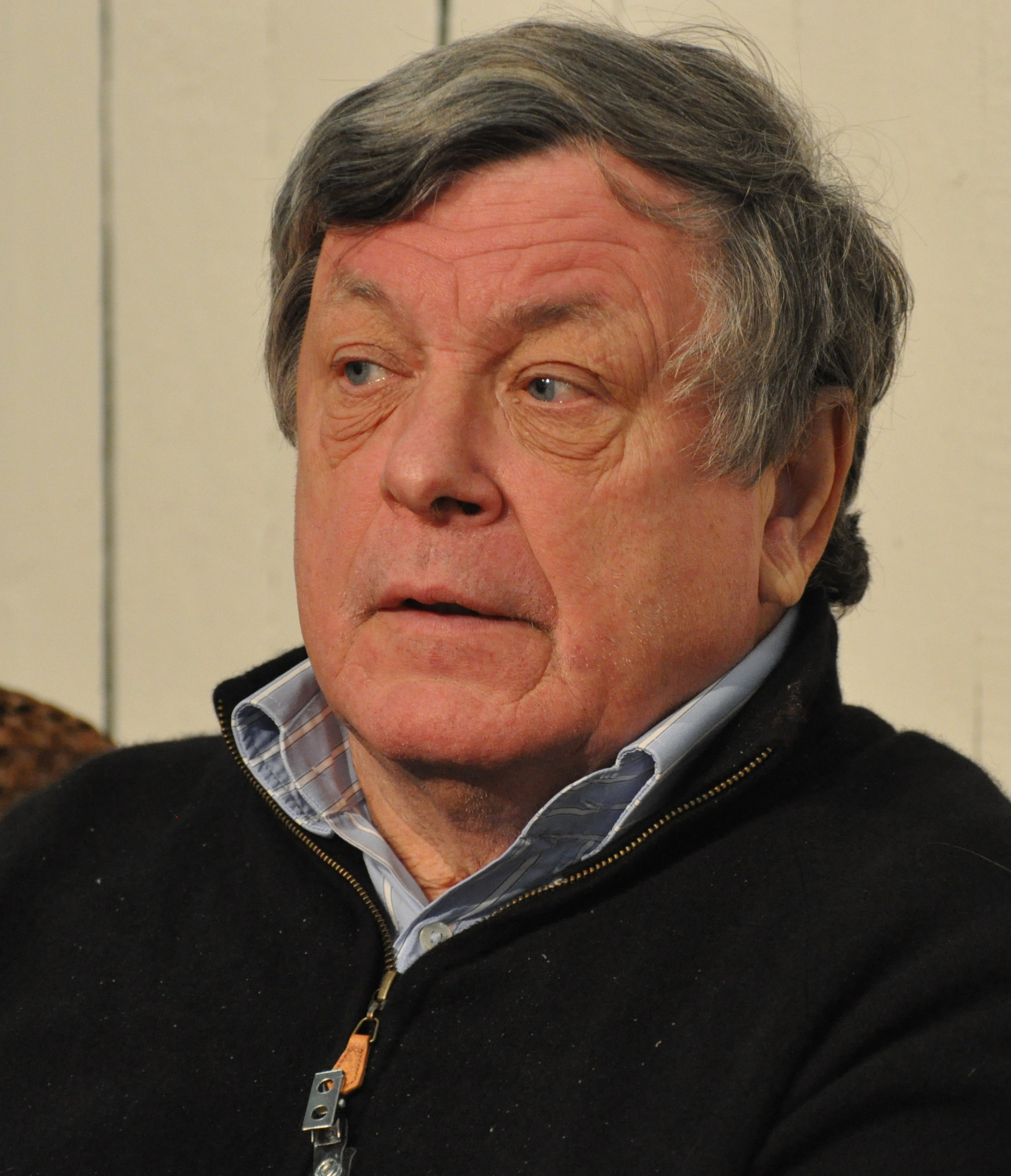
Tarmo Kunnas

Tarmo Ossi Tapani Kunnas, född 16 oktober 1942 i Tammerfors, är en finländsk litteraturforskare.
Kunnas blev filosofie doktor 1972. Han var biträdande professor i litteratur vid Helsingfors universitet 1971–1985 och blev 1985 ordinarie professor vid universitetet i Jyväskylä. I flera repriser har han varit gästprofessor vid Sorbonne i Paris och 1990–1995 var han direktör för Finlands institut i Frankrike. Sedan 1996 är han även konstnärlig ledare för konstcentret Retretti nära Nyslott.
I sin forskning anlägger Kunnas ofta ett europeiskt kulturperspektiv med tonvikt på kristet-humanistiska värderingar. Bland hans böcker märks Nietzsche - Zarathustran varjo (1980), Elämäniloa Pariisissa (2001), Rakkaus: inhimillisen ja jumalallisen rakkauden taustoja (2005). Kunnas gav genom verket Knut Hamsun: modernisti ja anarkisti (2004) ett bidrag till kunskapen om den norske nobelpristagaren. I verket Rakkaus (2005) utredde han olika aspekter på kärleken.

## Utmärkelser
- Riddartecknet av I klass av Finlands Vita Ros’ orden,  6 december 1993[1]
- Riddare av Akademiska palmen,  1994[2]

[Redigera Wikidata]